# Волощенко Олег Олександрович
Волощенко Олег Олександрович (нар. 27 листопада 1978) — актор театру і кіно, актор FILM.UA Group, актор Кам'янського академічного музично-драматичного театру імені Лесі Українки (з 1998), де грає головну роль у комедійній п'єсі Ж.-Б. Мольєра «Тартюф». Заслужений артист України (2015), відомий кіноролями у фільмах «Сторожова застава» (Ілько), «Позивний Бандерас» (Коцюба); «Захар Беркут» (Гард). 

## Життєпис
Освіту здобув у Дніпропетровському театрально-художньому коледжі, який закінчив 1998 році. Після закінчення навчального закладу і дотепер працює У Кам'янському музично-драматичному театру Лесі Українки.
Заслужений артист України, лауреат Вищої театральної премії Придніпров'я «Січеславна», лауреат Міжнародного театрального фестивалю «Класика сьогодні».

## Творчість

### Ролі у кіно
- 2017 — «Сторожова застава» — Ілько Муровець
- 2018 — «Викрадена Принцеса» — Охоронець (український дубляж)
- 2018 — «Позивний Бандерас» — Коцюба
- 2019 — «Голем: Начало» — Ivan
- 2019 — «Захар Беркут» — Гард
- 2019 — «Ограбление по-украински» — Суровий
- 2019 — «Тарас. Повернення» — Фон Ферт
- 2020 — «Інший Франко» — Поляк
- 2021 — «Зірки за обміном» — Давід
- 2022 — «Шаленні Вихідні» — Байк
- 2022 — «Скажи "Україна"» — Сталкер

### Ролі в серіалах
- 2018 — «Пес 4» — «Санитар»
- 2019 — «Дорога домой» — Биков
- 2019 — «Опер по вызову» — Киллер
- 2019 — «Братья по крови» — Клименко
- 2020 — «Карпатський Рейнджер» — Командир ПВК
- 2020 — Козаки. Абсолютно брехлива історія — Тарас
- 2020 — Доброволець — Ярослав
- 2021 — Будиночок на щастя. Бурбон часу — Якунін
- 2021 — Мама 2 — Мінін
- 2021 — Отступники — Романов
- 2021 — Гарячі копи — Дмитрук
- 2023 — Плут 2 — Шрек
- 2023 — Розтин покаже 3 — Голем
- 2024 — Код Кохання — Толя
- 2024 — Відступники — Сивий

### Роліу театральних виставах
- Річард Віллі — «Люкс 13»
- Ламб — «Матінка Кураж»
- Генрі — «Лев узимку»
- Доктор Ємміт — «Дивна Місіс Севідж»
- Клавдій — «Гамлет»
- Князь Пантіашвілі — «Ханума»
- Фернандо — «Метод Гренхольма»
- Жюльєн Порталь — «Готель двох світів»
- Тартюф — «Тартюф»
- Клеон — «Забути Герострата!»
- Бернард — «Гра у кохання»
- Бернар — «Любов-любов, або як ми влетіли»
- Стенлі — «Татусь у павутинні»
- Дон Гуан — «Камінний господар»
- Юра — «Кохання на Зарічній вулиці»
- Коте — «Ханума»
- Кочкарьов — «Одруження»
- Хор — «Антігона»
- Легренар — «Паризькі історії»
- Ломов — «Пропозиція»
- Смирнов — «Медвідь»
- Жук — «Шантрапа»
- Річард — «Ключ для двох»
- Блез д'Амбріє — «Блез»
- Красномовний — «Ящірка»
- Півень — «Дуже проста історія»
- Агішин — «Одруження Бєлугіна»
- Котенко — «Талан»
- Скворцов — «Шельменко-денщик»
- Хуан — «Дама-невидимка»
- Аметистов — «Танго на вечірній зорі»
- Боні — «Сільва»
- Фальк — «Кажан»
- Король — «Лускунчик»
- Радник — «Снігова королева»
- Горан — «Маленька фея»
- Прокурор — «Пригоди Тома Сойєра»
- Лусіндо — «Вигадлива закохана»
- Козак — «Душа поета»
- Єдмунд — «Дами та гусари»
- Казкар — «Різдвяне Чудо»
- Король — «Спляча Красуня»
- Король — «Деревяний Король»
- Черговий — «Летюча Миша»

## Нагороди

### Театральні
Лауреат Вищої театральної премії Придніпров'я «Січеславна»:
- 1999 рік — у номінації «Надія Січеславни — Найкраща чоловіча роль» за роль Лусиндо у виставі «Винахідлива закохана» за п'єсою Лопе де Вега;
- 2002 рік — у номінації «Найкраща чоловіча роль» за роль капітана Скворцова у виставі «Шельменко-денщик» за п'єсою Г. Квітки-Основ'яненка;
- 2007 рік — Гран-прі «Надія Січеславни» за роль Аметистова у виставі «Танго на заході» за п'єсою М. Булгакова «Зойчина квартира»;
- 2010 рік — в номінації «Найкраща чоловіча роль другого плану» за роль Кочкарьова у виставі «Одруження» за п'єсою М. Гоголя;
- 2012 рік — у номінації «Найкраща чоловіча роль другого плану» за роль Коте у виставі «Ханума» по п'єсі А. Цагарелі;
- 2013 рік — в номінації «Найкраща чоловіча роль» за роль Тартюфа у виставі «Тартюф» Ж. Б. Мольєра;
- 2014 рік — в номінації «Найкращий акторський ансамбль» у виставі «Метод Гренхольма» Ж. Гальсерана.
- 2015 рік — у номінації «Найкраща чоловіча роль другого плану» за роль Клеона в трагікомедії Г. Горіна «Забути Герострата»
- 2020 рік — Гран-Прі за виставу «Лев Узимку»

Лауреат Міжнародного театрального фестивалю «Класика сьогодні»:
- 1999 рік — у номінації «Найкращий молодий актор фестивалю» за роль Лусиндо у виставі «Винахідлива закохана» за п'єсою Лопе де Вега:
- 2008 рік — у номінації «Найкраща чоловіча роль» за роль Ломова у виставі «Керівництво для бажаючих одружитися» за водевілів А. Чехова;
- 2011 рік — у номінації «Найкраща чоловіча роль» за роль Кочкарьова у виставі «Одруження» за п'єсою М. Гоголя
- 2013 рік — в номінації «Найкраща чоловіча роль» за роль Тартюфа у виставі «Тартюф» Ж. Б. Мольєра
- 2016 рік — «За яскраве особистісне прочитання образу» в ролі Клавдія у виставі «Гамлет» В. Шекспіра

Лауреат 1-го Всеукраїнського конкурсу молодих конферансьє на приз народного артиста України Івана Шепелєва, 2000 р. 
Лауреат премії інформаційно-аналітичного тижневика «Подія», «Гордість року» в номінації «Діяч культури», 2014 р. 
Лауреат премії інформаційно-аналітичного тижневика «Подія», «Гордість року» в номінації «Діяч культури», 2018 р.

### Державні
- 2007 рік — Нагрудний знак «Відзнака міського голови»
- 2009 рік — Премія Кабінету Міністрів України
- 2010 рік — Нагрудний знак «За заслуги перед містом ІІІ ступеня»
- 2011 рік — Нагрудний знак «За розвиток регіону»
- 2013 рік — Почесна грамота Міністерства культури України, Орден Української православної церкви «1025 років хрещення Київської Русі»